# Bernd Jäkel
Bernd Jäkel (1 de maio de 1954) é um velejador alemão, campeão olímpico. Ele competiu nos Jogos Olímpicos de Verão de 1988 e 1996 na classe Soling e conquistou a medalha de ouro em ambas as ocasiões, ao lado de Jochen Schümann e Thomas Flach.
Com o segundo lugar no Campeonato Europeu de Vela de 1985, uma sequência de doze anos de sucesso começou para os três velejadores. Em 1991, continuaram suas carreiras pela Alemanha reunificada, ganhando prata no Campeonato Mundial e bronze no Campeonato Europeu em seu primeiro ano. Ele foi condecorado com a Folha de Louro de Prata pelo Presidente Federal.